# 栗胸樹鷓鴣
栗胸树鷓鴣（Tropicoperdix  charltonii）是分佈在印尼、緬甸、泰國及越南的树鹧鸪属。
栗胸树鷓鴣棲息在亞熱帶或熱帶低地的潮濕森林。牠們因失去棲息地而受到威脅。
本种之前归为山鹧鸪属（Arborophila），称为栗胸山鹧鸪。依据多基因序列分析表明，本种与绿脚树鹧鸪（T. chloropus）应划归为独立的树鹧鸪属。